# Formatie van Tienen

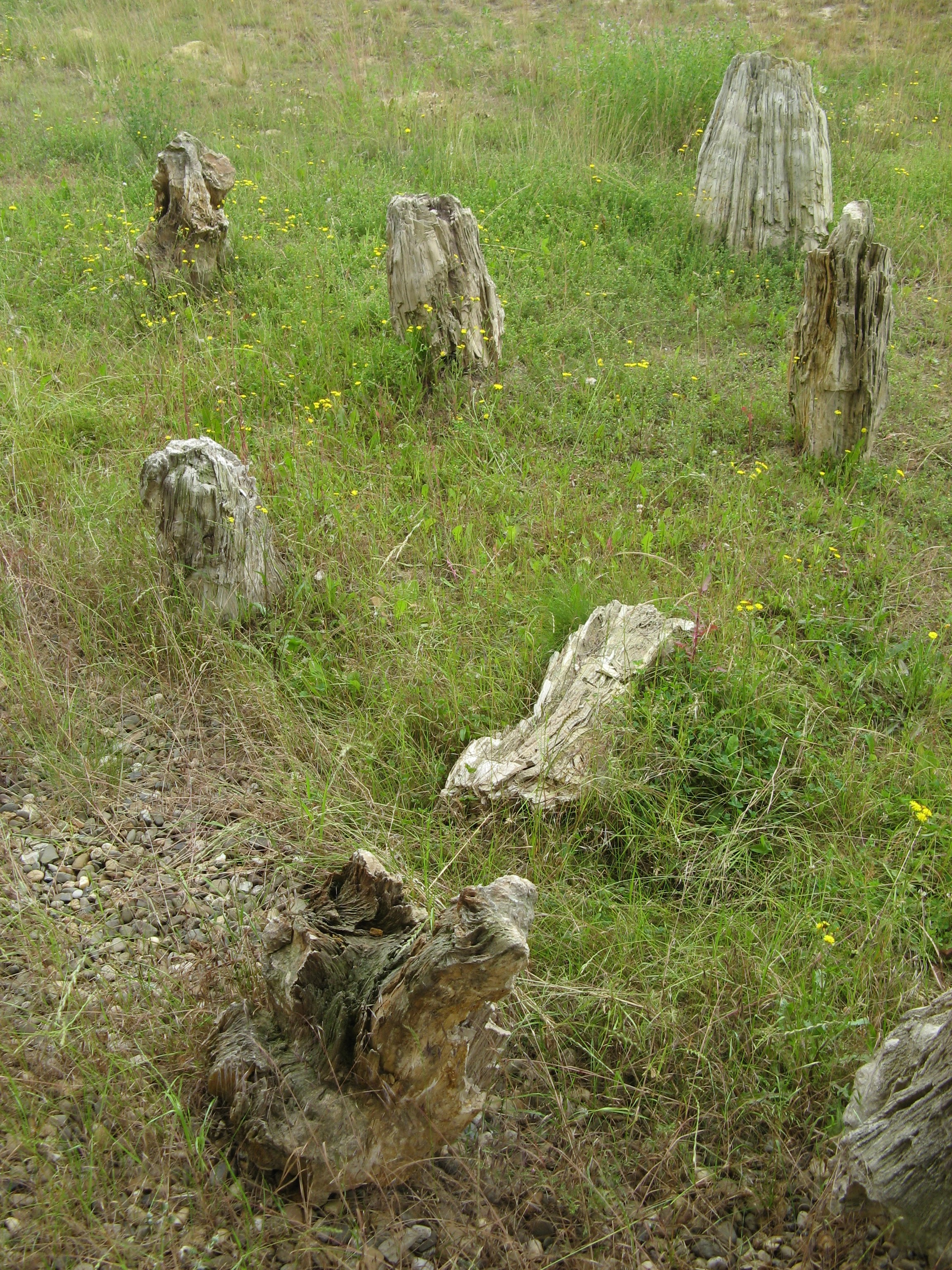
Versteende boomstammen uit het Paleoceen (Geosite Goudberg, Hoegaarden)

De Formatie van Tienen of Tienen Formatie (sic, afkorting: Ti) is een geologische formatie in de ondergrond van het noorden van België. De formatie dagzoomt in Henegouwen en in de Limburgse Haspengouw. De formatie is gevormd rond de overgang tussen de tijdperken Thanetien (Laat-Paleoceen) en Ypresien (Vroeg-Eoceen).
De formatie bestaat uit klei met bruinkoollaagjes en versteend hout, zand (soms schelpenbanken) en mergel. Deze zijn gevormd in een continentaal-lagunaire facies. Er zijn in de Formatie van Tienen belangrijke fossielen van gewervelde dieren gevonden.
De Formatie van Tienen behoort samen met de onderliggende mariene kleien en zanden van de Formatie van Hannut tot de Landen Groep. Ze wordt onderverdeeld in vier leden: Erquelinnes, Knokke, Loksbergen en Dormaal. Ze ligt meestal onder de Vroeg-Eocene mariene klei van de Formatie van Kortrijk (Ieper Groep).